# Nokia 701
Nokia 701 — смартфон з 3,5-дюймовим IPS-LCD екраном роздільною здатністю 640 × 360 пікселів. Яскравість екрану телефону становить 1000 ніт, що робить його найяскравішим смартфоном у світі. Екран захищено склом Gorilla Glass. Екран підтримує технологію multitouch. 
Смартфон був анонсований 24 серпня 2011 року. На ринках з’явився в IV кварталі 2011 року. Був знятий з продажів в III кварталі 2012 року.

## Операційна система
На смартфоні була встановлена попередня версія ОС Symbian Belle. У грудні 2011-го смартфон отримав остаточну версію Symbian Belle, 11 квітня 2012-го — оновлення FP1, а 11 жовтня 2012-го — останнє значне оновлення FP2. 

## Програми
Програми на смартфон можна встановлювати як із носіїв (у форматі sisx), так і через магазин програм Nokia Ovi Store. Смартфон підтримує програми, написані для попередніх версій Symbian OS.

## Підтримка інтерфейсів взаємодії
Смартфон підтримує обмін інформацією через безпровідні інтерфейси Wifi b/g/n, Bluetooth 3.0 та NFC. Доступна провідна синхронізація через кабель MicroUSB з ПК.

## Заряд акумуляторів
Смартфон підтримує заряд через стандартний MicroUSB кабель, а також через пропрієтарний зарядний кабель.

## Карти пам’яті
Смартфон працює з картами пам’яті формату MicroSD до 64 ГБ. Підтримуються файлові системи FAT32, NTFS та ExFAT (з оновленням FP1)